# Benito Pérez Galdós
Benito Pérez Galdós (Las Palmas, nas Ilhas Canárias, 10 de maio de 1843 — Madrid, 4 de janeiro de 1920) foi um romancista espanhol.

## Biografia
Benito Pérez Galdós nasceu a 10 de Maio de 1843 em Las Palmas da Grande Canária, filho do militar D. Sebastián Pérez e de Dolores Galdós (filha de um antigo secretário da Inquisição). Frequentou o Colégio San Agustín que desenvolvia métodos activos e uma séria atenção às letras, especialmente ao latim. Formou-se em Direito, mas sua vida foi totalmente dedicada à literatura. Em sua obra esta refletido todo o século XIX na vida espanhola, em seus aspectos civis e políticos. Sua produção literária, mais de uma centena de volumes, abrange a Espanha desde as classes mais humildes até a burguesia e a nobreza. Foi um escritor realista.
A misoginia presente no mito de Pigmalião serve de plano de fundo para algumas das suas principais obras, como  La familia de León Roch, El amigo Manso, Fortunata y Jacinta e os quatro livros que trazem por tema Torquemada.

## Trabalhos
Romances Antigos
- La Sombra (1870)
- La Fontana de Oro (1870)
- El Audaz (1871)
- Doña Perfecta (1876)
- Gloria (1877)
- La Familia de León Roch (1878)
- Marianela (1878)

Novelas Espanholas Contemporâneas
- La Desheredada (1881)
- El Doctor Centeno (1883)
- Tormento (1884)[2]
- La de Bringas (1884)
- El Amigo Manso (1882)
- Lo Prohibido (1884–85)
- Fortunata y Jacinta (1886–87)
- Celín, Tropiquillos y Theros (1887)
- Miau (1888)
- La Incógnita (1889)
- Torquemada en la Hoguera (1889)
- Realidad (1889)
- Ángel Guerra (1890–91)

Novelas posteriores
- Tristana (1892)
- La Loca de la Casa (1892)
- Torquemada en la Cruz (1893)
- Torquemada en el Purgatorio (1894)
- Torquemada y San Pedro (1895)
- Nazarín (1895)
- Halma (1895)[3]
- Misericordia (1897)
- El Abuelo (1897)
- La Estafeta Romántica (1899)
- Casandra (1905)
- El Caballero Encantado (1909)
- La Razón de la Sinrazón (1909)

Teatro
- Quien Mal Hace, Bien no Espere (1861, lost)
- La Expulsión de los Moriscos (1865, lost)
- Un Joven de Provecho (1867?, published in 1936)
- Realidad (1892)
- La Loca de la Casa (1893)[4]
- Gerona (1893)
- La de San Quintín (1894)
- Los Condenados (1894)
- Voluntad (1895)
- La Fiera (1896)
- Doña Perfecta (1896)
- Electra (1901)[5]
- Alma y Vida (1902)
- Mariucha (1903)
- El Abuelo (1904)
- Amor y Ciencia (1905)
- Barbara (1905)
- Zaragoza (1908)
- Pedro Minio (1908)
- Casandra (1910)
- Celia en los Infiernos (1913)
- Alceste (1914)
- Sor Simona (1915)
- El Tacaño Salomón (1916)
- Santa Juana de Castilla (1918)
- Antón Caballero (1921, unfinished)

Diversos
- Crónicas de Portugal (1890)
- Discurso de Ingreso en la Real Academia Española (1897)
- Memoranda, Artículos y Cuentos (1906)
- La Novela en el Tranvía
- Política Española I (1923)
- Política Española II (1923)
- Arte y Crítica (1923)
- Fisonomías Sociales (1923)
- Nuestro Teatro (1923)
- Cronicón 1883 a 1886 (1924)
- Toledo. Su historia y su Leyenda (1927)
- Viajes y Fantasías (1929)
- Memorias (1930)